# Wolfgang Schmidt (Schriftsteller, 1923)
Wolfgang Schmidt (* 17. November 1923 in Passau, Deutschland; † 2. April 2013 in Toronto, Kanada) war ein deutscher Schriftsteller und ein kanadischer Soziologe.

## Leben und Werk
Wolfgang Schmidt kam als drittes Kind des Kaufmanns Hans Schmidt und seiner Frau Karoline in Passau zur Welt. Die Familie stammte aus Krumau / Český Krumlov in Böhmen. 1929 zog die Familie dorthin zurück, wo der Vater trotz der Wirtschaftskrise eine Anstellung in einer nahen Papierfabrik erhielt.
Wolfgang Schmidt besuchte in Krumau das deutsche Staatsgymnasium und wurde nach dem Abitur zur Wehrmacht eingezogen. Die Familie ist der Vertreibung der Deutschen aus der Tschechoslowakei zuvorgekommen und 1945 wieder nach Passau übergesiedelt. Wolfgang Schmidt studierte in Graz das Fach Rechtswissenschaft und wurde zum Dr. jur. promoviert.
Im Februar 1951 heiratete er seine Frau Marianne, mit der er im Herbst 1951 nach Kanada auswanderte. An der Universität Toronto studierte er Soziologie und wurde auch in diesem Fach (zum Ph. D.) promoviert.
Er arbeitete bis zu seiner Pensionierung im Jahr 1991 für die Addiction Research Foundation in der wissenschaftlichen Forschung zum Thema Sucht und Prävention.
In fortgeschrittenem Alter begann er mit dem Verfassen von Romanen in seiner deutschen Muttersprache, die er in und um Krumau ansiedelte. Seine handgeschriebenen Texte schickte er seiner Schwester Edeltraud Bohaumilitzky, die in Mannheim lebte. Diese kontaktierte einen Literaturagenten, der eine Veröffentlichung von Schmidts Debütroman Die Geschwister im Zürcher Scherz-Verlag erreichte.
Die Geschwister, eine Dreiecksgeschichte, fand sehr positive Resonanz in den Feuilletons.
1995 folgte der Roman Albertines Knie, der ebenfalls im Scherz-Verlag erschien, aber vom Lektorat und von den Kritikern weniger enthusiastisch aufgenommen wurde.
Da der Scherz-Verlag 1996 verkauft wurde und Schmidts Lektorin nicht mehr dort arbeitete, erschien Schmidts dritter Roman Sie weinen doch nicht, mein Lieber? bei dtv. Er erhielt keine guten Kritiken.
Schmidts Sehvermögen nahm unterdessen aufgrund einer Erkrankung am Grünen Star rapide ab. Er veröffentlichte noch drei Erzählungen (Tod der Mutter, Der Ahndelmord, Martha Mandolini) in bibliophilen Ausgaben im kleinen Verlag Thomas Reche.
Sein Roman Der Hedonist blieb unveröffentlicht.
Das Ehepaar Schmidt entschied sich angesichts ihrer sich rapide verschlechternden Gesundheit im April 2013 für den gemeinsamen Suizid.

## Werke
- Die Geschwister. Scherz, Zürich 1993. (Taschenbuch: Fischer, Frankfurt 2003, ISBN 3-596-31512-3)
- Albertines Knie. Scherz, Zürich 1995. (Taschenbuch: Fischer, Frankfurt 2016, ISBN 978-3-596-31437-9)
- Sie weinen doch nicht, mein Lieber? dtv, München 1997, ISBN 3-423-20012-X.
- Tod der Mutter. Verlag Thomas Reche, Passau 1999, ISBN 3-929566-21-4.
- Der Ahndelmord. Verlag Thomas Reche, Passau 2000, ISBN 3-929566-24-9
- Martha Mandolini. Verlag Thomas Reche, Neumarkt 2006, ISBN 3-929566-69-9.